# كيري إليس
كيري إليس (بالإنجليزية: Kerry Ellis)‏ هي مغنية وممثلة بريطانية، ولدت في 6 مايو 1979 في Haughley ‏ في المملكة المتحدة.

## وصلات خارجية
- الموقع الرسمي
- كيري إليس على موقع IMDb (الإنجليزية)
- كيري إليس على موقع ميوزك برينز (الإنجليزية)
- كيري إليس على موقع قاعدة بيانات برودواي على الإنترنت (الإنجليزية)
- كيري إليس على موقع أول ميوزيك (الإنجليزية)
- كيري إليس على موقع ديسكوغز (الإنجليزية)
- كيري إليس على موقع قاعدة بيانات الفيلم (الإنجليزية)